# Eva Miranda Galcerán
Eva Miranda Galcerán és una matemàtica catalana especialitzada en sistemes dinàmics, especialment en geometria simplèctica. La seva recerca inclou el treball amb Víctor Guillemin a la matemàtica subjacent al problema dels tres cossos en la mecànica celeste.

## Educació i carrera
Llicenciada l'any 1999 en àlgebra i geometria a la Universitat de Barcelona, Miranda obtingué el doctorat l'any 2003 amb la tesi Sobre la linealització simplèctica de foliacions lagrangianes singulars, supervisada per Carles Currás Bosch.
Va ser professora ajudant a la Universitat de Barcelona des del 2001 al 2006 i investigadora post-doctoral a la Universitat de Tolosa de Llenguadoc des del 2004 al 2007. Entre els anys 2007 i 2009, fou investigadora Juan de la Cierva a la Universitat Autònoma de Barcelona, i l'any 2009 s'incorporà al Departament de Matemàtica de la Universitat Politècnica de Catalunya. Des del 2016 dirigeix el Laboratori de Geometria i Sistemes Dinàmics de la UPC, on és Professora Catedràtica des del 2018.

## Reconeixements
Miranda va guanyar el Premi Acadèmia de la Institució Catalana de Recerca i Estudis Avançats (ICREA) el 2016 i es convertí en professora ICREA Acadèmia a la Universitat Politècnica de Catalunya el 2017.
Al mateix any, Miranda esdevingué la primera matemàtica espanyola i la segona dona després d'Hélène Esnault en guanyar una Càtedra d'Excel·lència de la Fundació de Ciències Matemàtiques de París.
Miranda va ser conferenciant convidada al vuitè Congres Europeu de Matemàtics, 8ECM.
L'any 2021 obtingué de nou el Premi Icrea Academia, i al 2022 el premi Friedrich Wilhelm Bessel de la Fundació Alexander Von Humboldt. Ha estat nomenada "Hardy Lecturer 2023" per la Societat Matemàtica de Londres.
Al Desembre de 2022 fou guardonada amb el premi François Deruyts de la Real Academia Belga, el qual es concedeix cada quatre anys.